# Olga Romanowa (1895–1918)

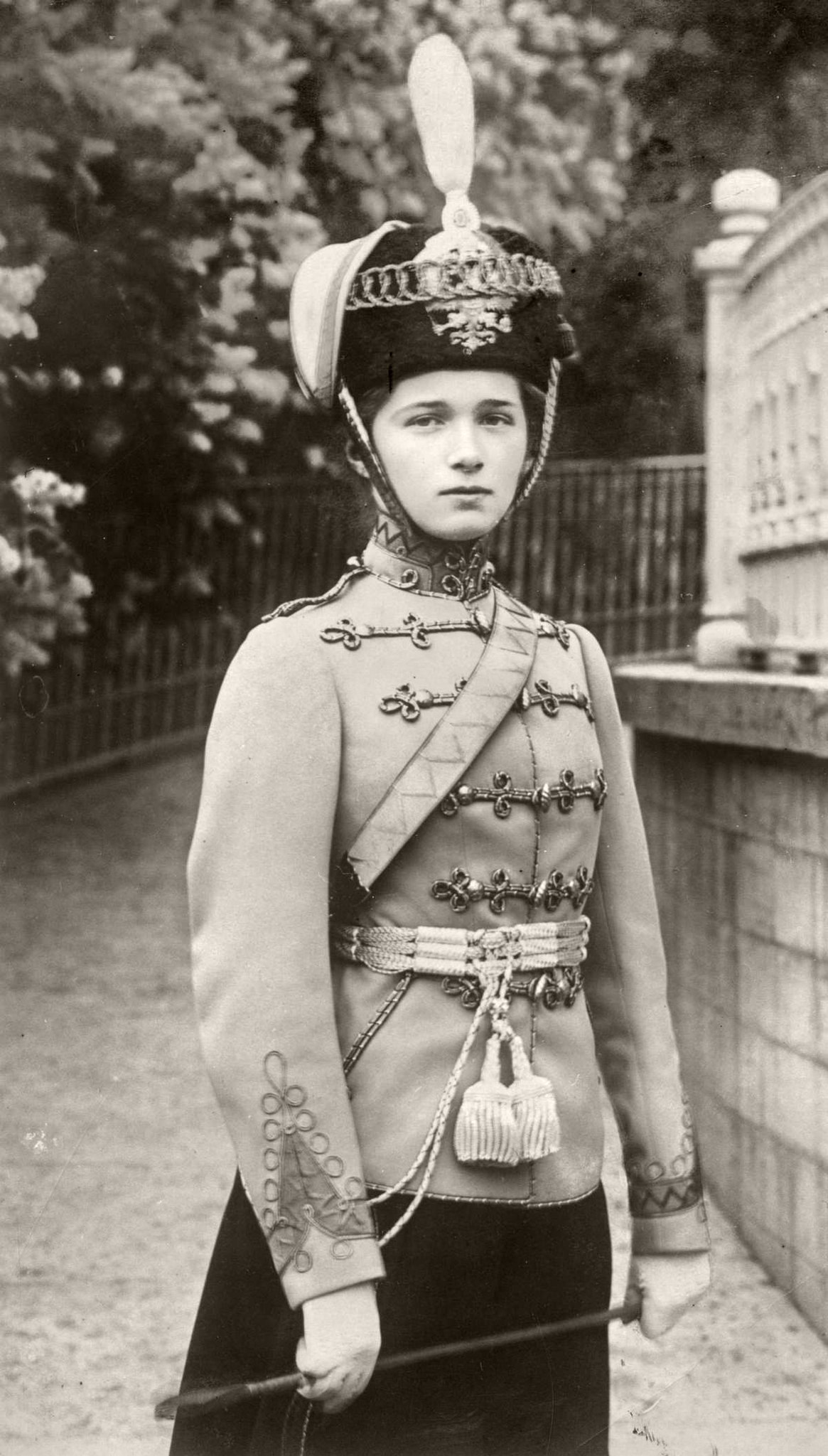
Wielka księżna Olga w mundurze własnego pułku huzarów – 3. Jelizawietgradzkiego Pułku

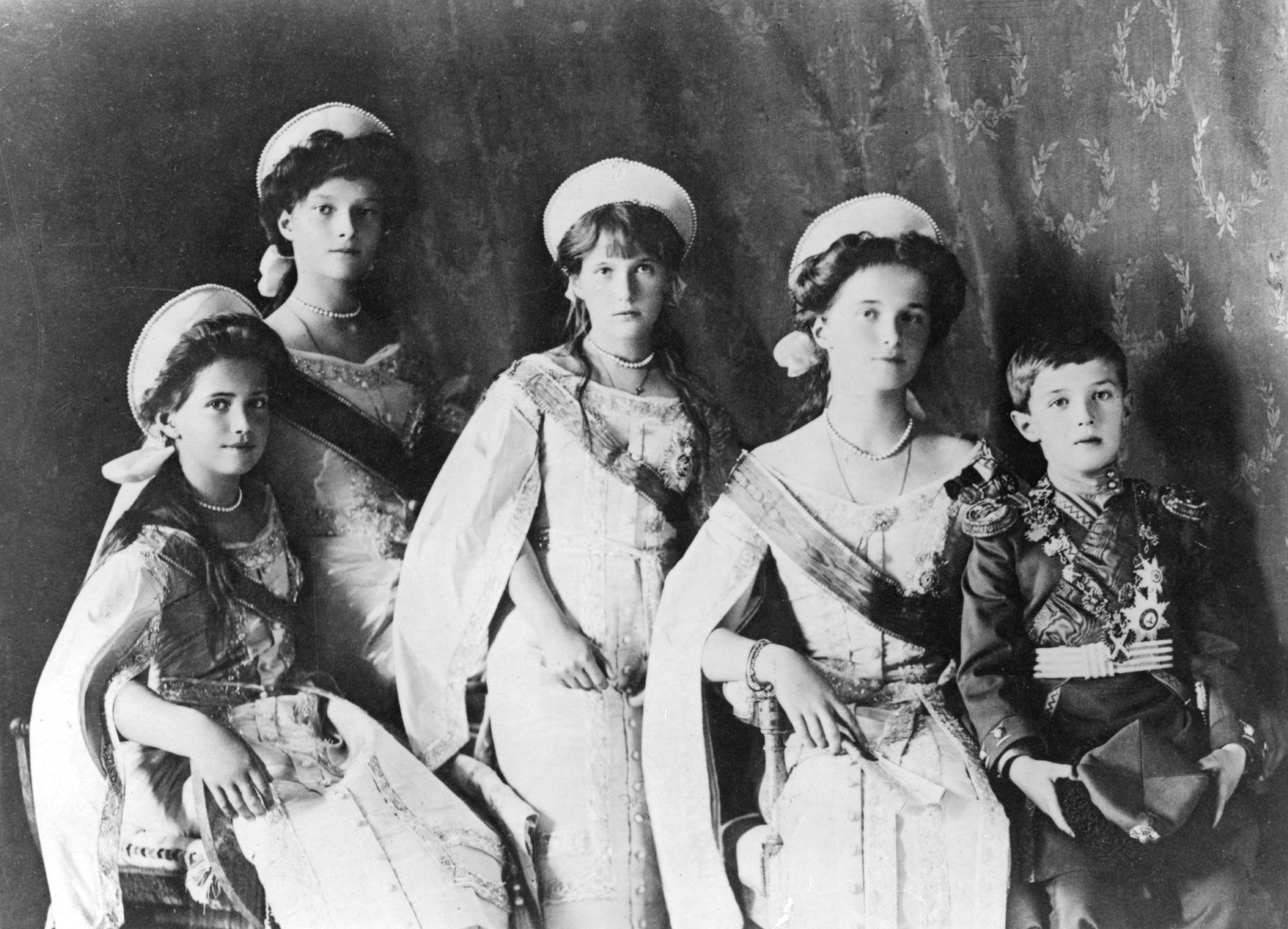
Wielkie księżne w strojach dworskich, 1911

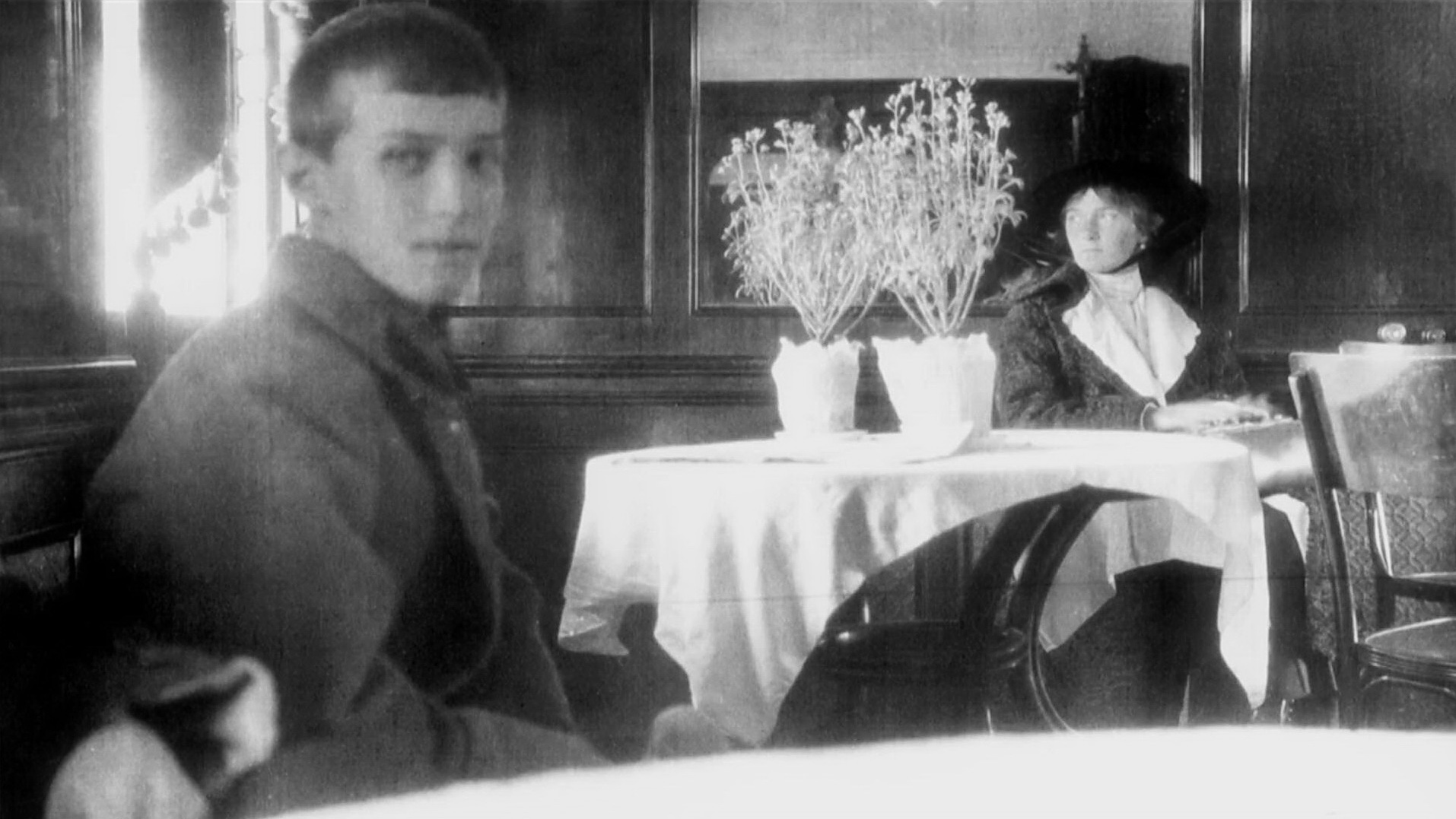
Ostatnie znane zdjęcie Olgi i cesarzewicza Aleksego

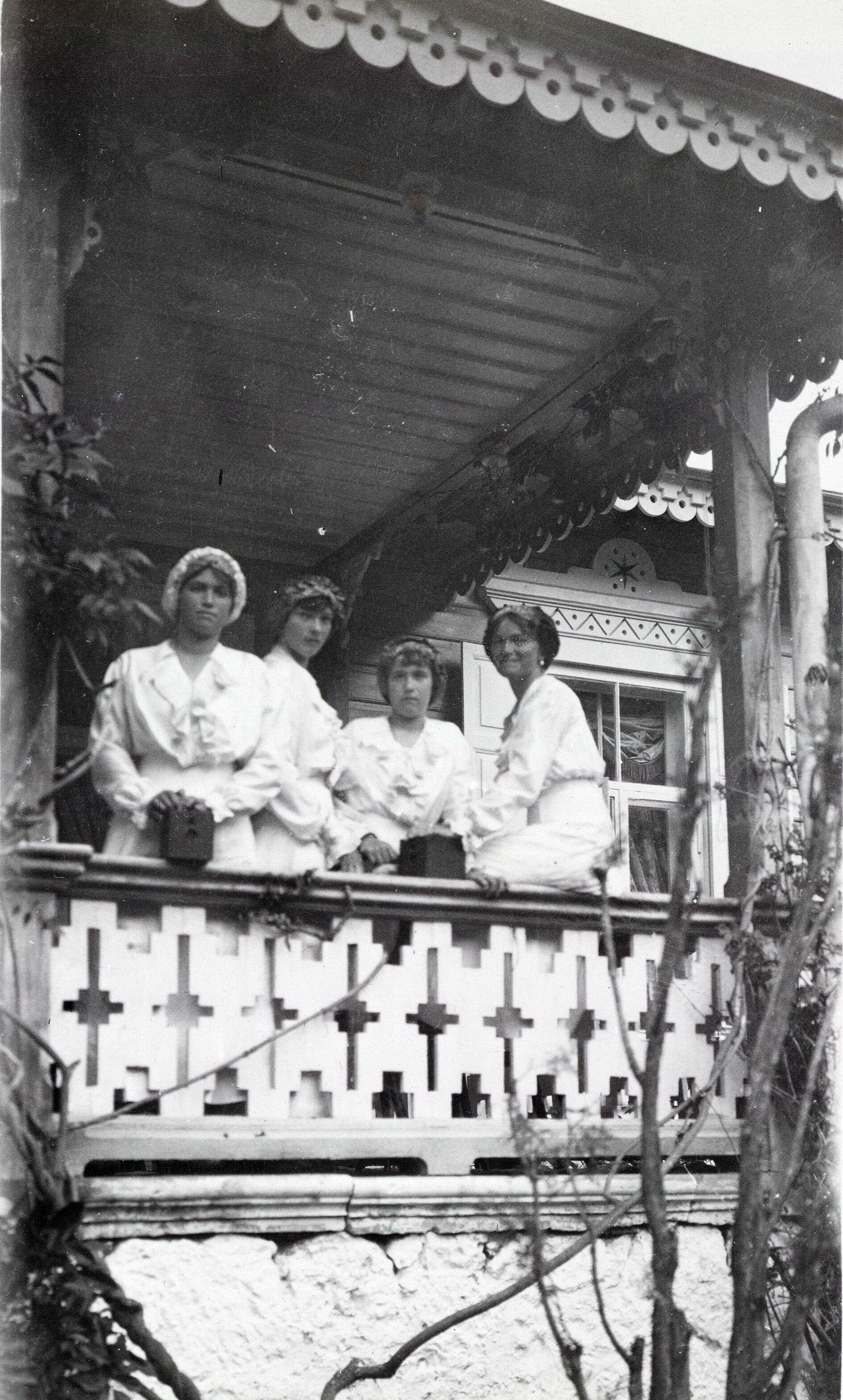
Wielkie księżne w Liwadii, 1914

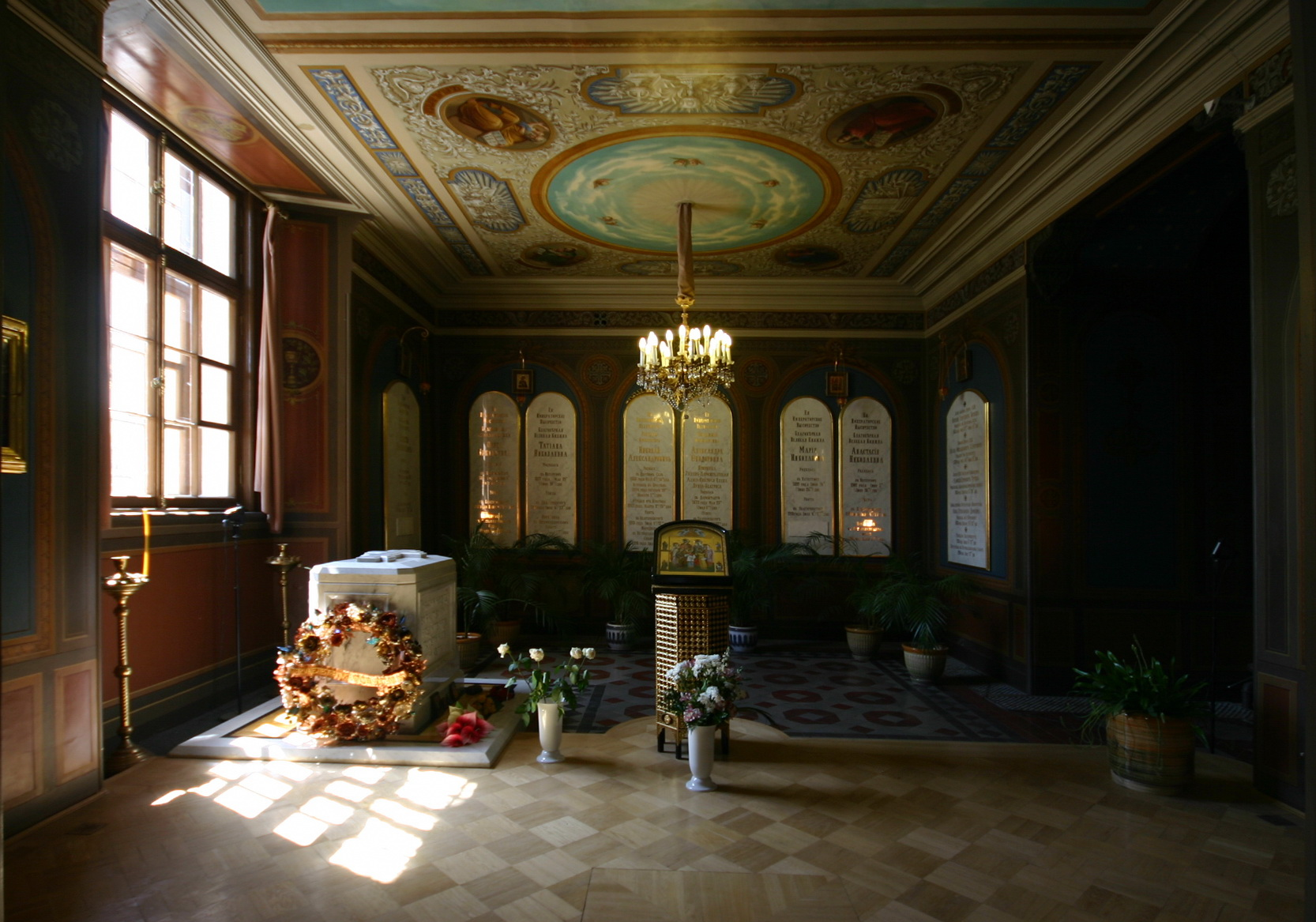
Tablice nagrobne rodziny cesarskiej w soborze Świętych Piotra i Pawła w Petersburgu. Tablica Olgi druga z lewej

Olga Nikołajewna Romanowa (ur. 3 listopada?/15 listopada 1895 w Petersburgu, zm. 17 lipca 1918 w Jekaterynburgu) – wielka księżna Imperium Rosyjskiego, najstarsza córka cesarza Mikołaja II i cesarzowej Aleksandry Fiodorowny. Święta prawosławna.

## Życiorys

### Dzieciństwo i dorastanie
Wielka Księżna Olga Nikołajewna Romanowa urodziła się jako pierwsza córka cesarza Mikołaja II i cesarzowej Aleksandry Fiodorowny 15 listopada 1895 w rezydencji w Carskim Siole. Imię Olga otrzymała na cześć świętej Olgi kijowskiej oraz swojej ciotki – wielkiej księżnej Olgi Aleksandrownej Romanowej. Chociaż córka imperatora nie mogła dziedziczyć po nim tronu, Mikołaj II przyjął narodziny dziewczynki z wielką radością, o czym obszernie pisał w swoim dzienniku. Narodziny wielkiej księżnej tradycyjnie zostały ogłoszone przez oddanie 101 strzałów w powietrze z Twierdzy Pietropawłowskiej. Dziewczynka została ochrzczona w Pałacu Jekatierińskim. Jej matkami chrzestnymi zostały cesarzowa-wdowa Maria Fiodorowna oraz Olga Romanowa, królowa Grecji.
Natychmiast po jej przyjściu na świat cesarzowa zażądała rezygnacji z wyznaczonej wcześniej dla dziecka opiekunki, gdyż chciała samodzielnie opiekować się córką. Ostatecznie pomagały jej w tym dwie nianie, Rosjanka i Angielka. Przez całe wczesne dzieciństwo Olga i jej urodzone później siostry (Tatiana, Maria i Anastazja) były traktowane z możliwie największą prostotą. Również służba, zwracając się do nich, posługiwała się imieniem i otczestwem zamiast pełnego przysługującego im tytułu. Olga dzieliła pokój z młodszą siostrą Tatianą; wspólnie były określane jako „Wielka Para”, w odróżnieniu od młodszych sióstr – „Małej Pary”. Wszystkie dziewczęta były ze sobą ściśle związane emocjonalnie, większość czasu spędzały razem. W kontaktach między sobą wielkie księżne używały języka angielskiego lub języka rosyjskiego, ze swoim bratem Aleksym i ojcem rozmawiały po rosyjsku, zaś z matką – po angielsku. Ponadto uczyły się francuskiego. Ich pierwszą nauczycielką angielskiego była guwernantka Margaret Eager, co sprawiło, że posługiwały się tym językiem z wyraźnym akcentem irlandzkim.
W 1900, w czasie ciężkiej choroby Mikołaja II, cesarzowa starała się wywrzeć wpływ na męża, by ten zmienił obowiązujące w Rosji prawo sukcesyjne, które dopuszczało kobiety do dziedziczenia tronu jedynie w wypadku braku jakichkolwiek męskich krewnych monarchy. Aleksandra Fiodorowna chciała, by to jej najstarsza córka Olga została następczynią tronu, a nie jeden z braci jej męża. Ostatecznie jednak do zmian prawnych nie doszło i Olga do końca życia nosiła jedynie tytuł wielkiej księżnej, nie będąc brana pod uwagę przy sukcesji.
Zgodnie z tradycją, wielkie księżne uczyły się jedynie w domu; ich matka żywo interesowała się ich edukacją. Aleksandra Fiodorowna starała się, wychowując córki, naśladować własne doświadczenia z dzieciństwa i pobytu na dworze angielskim. Olga razem z siostrami uczyła się gry w tenisa, ważną rolę w jej wychowaniu odgrywała także religia. Dziewczęta od najmłodszych lat były wdrażane do regularnego uczestnictwa w nabożeństwach prawosławnych i lektury literatury religijnej. Olga prowadziła, podobnie jak siostry, pamiętniki, których część spaliła po wyjeździe do Tobolska.
Według wspomnień jednego z prywatnych nauczycieli dzieci Mikołaja II, Francuza Pierre’a Gilliarda, Olga była najbardziej inteligentna z rodzeństwa i wykazywała największe chęci do nauki, chętnie czytała książki. Pierre Gilliard wspominał ją jako radosną, spontaniczną i niezależną dziewczynkę. Według wspomnień pokojowej Elżbiety Ersberg, Olga miała delikatny i nerwowy charakter, bywała leniwa i kapryśna. W miarę dorastania, widząc niepopularność rodziny cesarskiej w społeczeństwie i odczuwając coraz większą niepewność o własną przyszłość stawała się wręcz opryskliwa i apatyczna. Pewien spokój odzyskała dopiero po wywiezieniu cesarskiej rodziny do Tobolska. Jako jedyna z rodzeństwa interesowała się polityką, starała się poprzez lekturę gazet śledzić bieżące wydarzenia. Z kolei dama dworu i przyjaciółka cesarzowej Anna Wyrubowa wspominała Olgę jako osobę obdarzoną silną wolą, szybko realizującą swoje pomysły. Temperament Olgi miał być przyczyną kłótni, także z matką. Wyrubowa twierdziła jednak, że w miarę dorastania sytuacje takie zdarzały się coraz rzadziej i Olga stawała się dystyngowaną młodą kobietą. Olga była o wiele bardziej związana z ojcem niż z matką. Spędzała z nim wiele czasu, w liście do babki Marii Fiodorowny skarżyła się na to, że Aleksandra Fiodorowna interesuje się głównie swoim chorym synem, ponadto z powodu choroby nie może poświęcać czasu córkom. Cesarzowa wymagała jednak od najstarszej córki, by była przykładem dla sióstr. Gdy Olga miała trzynaście lat, w specjalnym bilecie matka nakazała jej zawsze zachowywać doskonałe maniery, pomagać młodszym siostrom, a także pocieszać każdego smutnego człowieka. W tym samym roku Aleksandra Fiodorowna co najmniej kilkakrotnie zarzucała najstarszej córce zbyt mało dystyngowane zachowanie. M. Dieterichs wspomina Olgę jako „typową Rosjankę o wielkiej duszy”, skłonną do rozmyślań i głębokiej refleksji nad życiem, najbardziej poważną z sióstr.
Po rewolucji 1905, ze względów bezpieczeństwa, Olga i jej rodzeństwo zostali faktycznie odizolowani od świata eskortą policyjną. Mimo to nastoletnia Olga starała się angażować w działalność dobroczynną i przekazywała część otrzymywanych pieniędzy na pomoc biednym. Mając szesnaście lat została oficjalnie wprowadzona do eleganckiego towarzystwa w czasie przyjęcia w pałacu w Liwadii na Krymie. Zgodnie z tradycją objęła w tym dniu dowództwo nad prywatnym pułkiem huzarów, na czele którego pokazywała się na oficjalnych paradach. Niepewność czasów, w jakich żyła Olga, sprawiła jednak, że nawet będąc formalnie pełnoletnią osobą prowadziła bardzo ograniczone życie towarzyskie. Według wspomnień Anny Wyrubowej, Olga i jej siostra Tatiana tylko okazjonalnie udawały się do teatru, zawsze w towarzystwie ojca. W czasie jednej z wizyt, w 1911, Olga była świadkiem zabójstwa premiera Piotra Stołypina. Urzędnik carski Mossołow wspomina, że dziewczęta nie miały żadnych przyjaciółek w swoim wieku, przebywały jedynie we własnym towarzystwie i ze służbą. Miało to wpływ na niezwykle silną więź między dziewczętami, które wysyłając do znajomych listy lub podarunki zawsze pisały je razem i podpisywały złożonym z pierwszych liter pseudonimem OTMA.
W czasie, gdy matka Olgi znalazła się pod wyraźnym wpływem Grigorija Rasputina, pojawiły się plotki o rzekomym uwiedzeniu cesarzowej przez mnicha, a nawet o orgiach, jakie miały odbywać się w pałacu z udziałem Aleksandry Fiodorowny i jej córek. Wielka księżna Olga Aleksandrowna Romanowa wspominała, że wszystkie wielkie księżne były w znakomitych stosunkach z Rasputinem, uważała nawet za skandaliczne, że Aleksandra Fiodorowna pozwala mu wchodzić do sypialni dziewcząt. Z czasem jednak relacje Olgi z Rasputinem ochłodziły się, gdy dziewczyna zdała sobie sprawę, że jego bliskie relacje z imperatorową szkodzą wizerunkowi rodziny. Olga twierdziła nawet, że zabójstwo mnicha było politycznie konieczne, choć nie musiało zostać dokonane w tak okrutny sposób i to przez członków rodziny Romanowów. Na wyraźne życzenie matki Olga, podobnie jak jej siostry, do końca życia nosiła przy sobie wizerunek Rasputina.

### Plany zamążpójścia
W 1912 pojawiły się pogłoski o planowanym ślubie wielkiej księżnej Olgi z kuzynem, wielkim księciem Dymitrem Pawłowiczem Romanowem. Prawdopodobnie Olga była zakochana w kuzynie, chciała również wyjść za mąż za Rosjanina i pozostać w kraju. Aleksandra Fiodorowna uniemożliwiła jednak te plany, pragnąc, by najstarsza córka poślubiła następcę tronu Rumunii Karola Hohenzollern-Sigmaringen. I tym razem do ślubu nie doszło, tym razem z powodu postawy samej Olgi. Wielka księżna nie zgodziła się również na ślub ze znacznie starszym od siebie księciem Borysem Władimirowiczem Romanowem. Wśród innych kandydatów do jej ręki wskazywano księcia angielskiego Edwarda oraz księcia serbskiego Aleksandra Karadziordziewicia. Tymczasem Olga jesienią 1913 zakochała się w starszym od siebie oficerze Pawle Woronowie. Była jednak świadoma faktu, że ich związek nie jest możliwy. W latach 1915–1916 w swoim pamiętniku wielka księżna wielokrotnie wymieniała imię „Mitii”, co może sugerować kolejne niespełnione uczucie. Walentyna Czebotariewa, która pracowała razem z Olgą w lazarecie, twierdziła, że chodziło tu o żołnierza Dymitra Czach-Bagowa, którym opiekowała się wielka księżna. Czebotariewa twierdziła, że Olga i Dymitr utrzymywali ze sobą telefoniczny i listowny kontakt także po wyjściu żołnierza ze szpitala.

### I wojna światowa
Po wybuchu I wojny światowej Olga razem z matką i siostrą Tatianą pracowała w szpitalu polowym, asystowała przy operacjach. Chociaż dobrowolnie zgłosiła się do tej pracy i przeszła pomyślnie kurs przygotowawczy, widok ciężko rannych i umierających żołnierzy miał fatalny wpływ na jej psychikę, co sprawiło, że została przesunięta do pracy administracyjnej w szpitalu. W tym czasie ponownie pogorszyły się jej relacje z matką; w listach do męża Aleksandra Fiodorowna wielokrotnie skarżyła się na trudny charakter najstarszej córki. Według wspomnień Mossołowa cesarzowa oczekiwała, że będzie ona wzorem dla młodszego rodzeństwa, a w czasie pracy w szpitalu da przykład poświęcenia. Żywiołowa i nerwowa Olga nie spełniła jednak do końca tych oczekiwań, chociaż ten sam autor pisał o niej jako o młodej dziewczynie obdarzonej anielską dobrocią. Aleksandra Fiodorowna pisała do męża, że Olga pod wpływem załamania nerwowego rozbijała przedmioty.
Wybuch wojny wpłynął jeszcze na wzrost uczuć patriotycznych u wielkiej księżnej. Olga już wcześniej czuła się silnie związana z Rosją i twierdziła, że w żadnych okolicznościach nie chce wyjechać z ojczyzny. Według wspomnień Sophie Buxhoeveden po wybuchu wojny Olga nabrała wyraźnie antyniemieckiego nastawienia, nawet mimo świadomości niemieckiego pochodzenia jej matki. W miarę upływu wojny Olga coraz bardziej zdawała sobie sprawę z izolacji i niepopularności rodziny. Według wspomnień Gleba Botkina, syna nadwornego lekarza Jewgienija Botkina, wielka księżna wielokrotnie zastanawiała się nad położeniem Romanowów i rozumiała sytuację nawet lepiej niż jej rodzice. Dlatego po wybuchu rewolucji nie miała złudzeń co do własnej przyszłości.

### Po rewolucji lutowej
8 marca 1917, już po podpisaniu przez Mikołaja II aktu abdykacji, na polecenie Rządu Tymczasowego jego rodzina została oddana pod straż. Romanowom odebrano dawną eskortę i pozwolono swobodnie poruszać się jedynie po wyznaczonym im na mieszkanie Pałacu Aleksandryjskim w Carskim Siole. Olga, wówczas chora na odrę, została poinformowana o zmianie położenia rodziny przez matkę i ciężko przeżyła tę wiadomość. 31 lipca 1917, chcąc oddalić Romanowów od coraz bardziej skomplikowanej sytuacji politycznej w Piotrogrodzie, a także utrudnić jej ewentualną ucieczkę, Rząd Tymczasowy zdecydował się o wywiezieniu byłego cesarza, jego żony i dzieci do Tobolska. Olga razem z rodziną została przewieziona chronionym pociągiem, oflagowanym symbolami Czerwonego Krzyża, zaś termin podróży rodziny do ostatniej chwili utrzymywano w tajemnicy, także przed wywożonymi. Według oficjalnej wersji przedstawionej przez rząd 6 sierpnia, po dotarciu Romanowów na przeznaczone miejsce, dzieci byłej pary cesarskiej dobrowolnie udały się do Tobolska razem z rodzicami. Rodzina zamieszkała w specjalnie urządzonej dawnej rezydencji gubernatorskiej, nazwanej po rewolucji lutowej Domem Wolności. Mimo ściśle kontrolowanego i skromnego życia Romanowowie starali się kultywować niektóre tradycje dworskie, np. zwracając się do siebie, używając zlikwidowanych już tytułów monarszych i bawiąc się w teatr amatorski, w którym występowała również Olga. Ważną rolę w życiu uwięzionych odgrywał także regularny udział w nabożeństwach, codzienna wspólna modlitwa oraz lektura książek religijnych i Pisma Świętego. W rzeczach osobistych Olgi znaleziono kartkę napisaną przez jej ojca, na której zapisał on prośbę do córki o wytrwałość i modlitwę. Odnaleziono również list, który Olga na prośbę ojca napisała do nieokreślonych przyjaciół (nigdy nie został wysłany). Z jego treści wynika pogodzenie się z losem rodziny i rezygnacja z prób ucieczki czy odwetu.
25 kwietnia 1918, gdy była para monarsza razem z córką Marią została przewieziona do Jekaterynburga, Olga pozostała w Tobolsku ze względu na słabe zdrowie. Razem z pozostałym rodzeństwem i służbą dotarła do rodziców, rozstanie z którymi ciężko przeżyła w maju tego samego roku na statku Ruś. W czasie pobytu w Carskim Siole i Tobolsku Olga nosiła przy sobie rewolwer. Zgodziła się jednak oddać go przychylnie nastawionemu do niej strażnikowi, gdy wyjeżdżała do Jekaterynburga. Rodzina została rozlokowana w domu Ipatiewa, w którym mieszkała pod strażą aż do egzekucji. Olga dzieliła pokój z trzema siostrami. W odnalezionych po jej śmierci książkach znajdowały się pozycje rosyjsko- i francuskojęzyczne, w tym Orlątko Edmunda de Rostanda (powieść o losach syna Napoleona Bonapartego). Prawdopodobnie Olga zaczęła w tym okresie pisać wiersze związane z położeniem rodziny (zachowały się co najmniej dwa utwory jej autorstwa, w tym jeden dedykowany matce). W czasie uwięzienia ponownie stała się apatyczna i zrezygnowana. Według wspomnień strażników spędzała wiele czasu na samotnych spacerach lub rozmowach z ojcem. Rozumiała swoje położenie i nie starała się nawiązywać kontaktów ze strażą, a nawet upominała swoje młodsze siostry, gdy te rozmawiały ze strażnikami. W miarę możliwości wysyłała również listy do swoich dawnych nauczycieli i znajomych, opisując życie uwięzionych Romanowów.

### Śmierć
Olga Romanowa została rozstrzelana w Jekaterynburgu w nocy z 16 na 17 lipca 1918 razem z całą rodziną. W momencie śmierci miała 22 lata. Decyzja o śmierci Romanowów miała zapaść na najwyższym szczeblu bolszewickich władz państwowych już w kwietniu 1918. Wcześniej Rada Komisarzy Ludowych rozważała zorganizowanie pokazowego procesu obalonego władcy, na wzór procesu Ludwika XVI w czasie rewolucji francuskiej w 1792. Ostatecznie jednak, w obawie przed uwolnieniem zdetronizowanego monarchy przez Białe Armie, w Moskwie zapadła decyzja o egzekucji Romanowów. Śmierć wszystkich członków rodziny miała uniemożliwić wykorzystanie któregokolwiek z nich jako politycznego symbolu przez przeciwników rewolucji.
W nocy z 16 na 17 lipca Romanowowie zostali poproszeni o ubranie się i zejście do piwnicy, rzekomo w celu przygotowania do wyjazdu, przez nadzorującego straż nad nimi Jakowa Jurowskiego. Na prośbę cesarza w pomieszczeniu, do którego ich zaprowadzono, zostały ustawione krzesła dla Mikołaja i Aleksandry, córki stanęły za matką. Jurowski oznajmił, że z powodu prób odbicia Romanowów z rąk bolszewików muszą oni zostać zabici. Zszokowany cesarz przerwał w tym momencie lekturę wyroku, na co Jurowski natychmiast wyjął rewolwer i strzelił najpierw do niego, a następnie do cesarzewicza Aleksego, którego ojciec trzymał na rękach. Według relacji jednego z członków plutonu egzekucyjnego, Andrieja Striekotina, Aleksandra Fiodorowna i Olga przeżegnały się, widząc broń w rękach pozostałych strażników. Według zeznań czekisty Miedwiediewa pierwsze strzały zostały wymierzone do cesarza i cesarzowej, do ich dzieci strzelano w drugiej kolejności. Olga, podobnie jak pozostałe córki Mikołaja II, przeżyła pierwszą salwę, gdyż w jej gorsecie zaszyta była część należących do niej drogich kamieni. Została zabita strzałem w głowę z bliska. Według zeznania jednego z członków plutonu egzekucyjnego tuż przed śmiercią widziała, jak od podobnego strzału zginęła najbliższa jej siostra Tatiana.
Po egzekucji ciało Olgi zostało obdarte z biżuterii i wywiezione razem z innymi do lasu w okolicy wsi Koptiaki. W celu uniemożliwienia identyfikacji zwłok wszystkie ciała zostały poćwiartowane i spalone, zaś twarze dodatkowo zdeformowane kwasem. Jakow Jurowski w szyfrowanej depeszy poinformował Swierdłowa o egzekucji. 25 lipca 1918 Izwestia informowały o straceniu byłego cesarza, zapewniając jednak równocześnie, że jego rodzina znajduje się w bezpiecznym miejscu. O wiadomości o losie byłej monarchini i jej dzieci wielokrotnie zabiegała ambasada niemiecka, otrzymując uspokajające zapewnienia o przetrzymywaniu ich w Permie. Osobne śledztwo w sprawie Romanowów prowadzili Biali po wejściu do Jekaterynburga i odkryciu śladów egzekucji w piwnicy domu. Przesłuchiwani przez nich chłopi z Koptiaków wskazali jako miejsce ukrycia szczątków uroczysko „Czterech Braci”, na którym 17 lipca zostali zatrzymani przez zbrojnych czerwonoarmistów i zmuszeni do wyjścia z lasu. Na uroczysku nie znaleziono szczątków Olgi, jedynie jej medalion z wizerunkiem św. Mikołaja, jaki zawsze nosiła. Szczątki zamordowanych (oprócz ciał Aleksego i Marii) zostały odnalezione dopiero w czerwcu 1991 i pochowane 17 czerwca 1998 w soborze Świętych Piotra i Pawła w Petersburgu.
W latach 20. XX wieku kobieta nazwiskiem Marga Boodts podawała się za cudownie ocaloną Olgę Romanową. Kuzyn zamordowanej, książę Zygmunt Pruski, miał uwierzyć jej słowom, podobnie jak były cesarz niemiecki Wilhelm II, który wspierał rzekomą Olgę finansowo. Boodts zmarła w 1976; jej twierdzenia o cudownym ocaleniu Olgi, już wcześniej podawane w wątpliwość, ostatecznie obaliło odnalezienie szczątków zamordowanych w Jekaterynburgu.

## Wygląd
Według wspomnień Anny Wyrubowej Olga była wyjątkowo piękna, posiadała typowo wschodnią urodę. Była szczupła, mierzyła 165 centymetrów, miała jasne włosy i niebieskie oczy. 

## Kanonizacja i rehabilitacja
15 sierpnia 2000 Synod Biskupów Rosyjskiego Kościoła Prawosławnego dokonał kanonizacji Mikołaja II i jego rodziny. Podstawą do uznania rodziny cesarskiej za świętych była ich postawa w czasie uwięzienia i głęboka wiara wszystkich członków rodziny. Romanowowie nie uzyskali tytułu „męczenników”, a jedynie „cierpiących za wiarę”, „cierpiętników” (cs. страстотéрпец), gdyż fakt wyznawania prawosławia nie był bezpośrednim powodem ich rozstrzelania. Mimo nienadania Romanowom kanonicznych tytułów męczenników, funkcjonują oni w ten sposób w prawosławnej opinii publicznej, jak również w oficjalnych publikacjach i na ikonach. Wcześniej, w 1981, rodzina cesarska została kanonizowana przez niekanoniczny ówcześnie Rosyjski Kościół Prawosławny poza granicami Rosji. Wszyscy członkowie rodziny zostali uznani za nowomęczenników. Część duchownych tego Kościoła głosiła pogląd, iż Romanowowie padli ofiarą mordu rytualnego, czego miały dowodzić znaki i napisy pozostawione na ścianach domu Ipatiewa. Pogląd ten został jednak odrzucony przy ich kanonizacji przez Rosyjski Kościół Prawosławny.
1 października 2008, po długich staraniach żyjących jeszcze Romanowów, rosyjski Sąd Najwyższy ogłosił ponadto cesarza i jego rodzinę ofiarami represji politycznych i oficjalnie ich zrehabilitował. Uchylił również wcześniejsze orzeczenia niższych instancji, według których na przeszkodzie dla rehabilitacji stał fakt, że rodzina cesarska nigdy nie została formalnie osądzona ani skazana na śmierć.